# Kewalram Ratanmal Malkani
Kewalram Ratanmal Malkani (* 19. November 1921 in Hyderabad, Sindh im heutigen Pakistan; † 27. Oktober 2003 in Pondicherry) war ein indischer Autor, Journalist und Politiker.

## Leben
Malkani wurde in Hyderabad, Pune, Karatschi, Mumbai und an der Harvard University ausgebildet. Malkani war mit der Bharatiya Jana Sangh (Indian People’s Party) seit ihrer Gründung im Jahre 1951 verbunden und im Jahre 1980 eines der Gründungsmitglieder der Bharatiya Janata Party, der BJP. In den Jahren 1994 bis 2000 war er Mitglied der Rajya Sabha, des Oberhauses des indischen Parlaments. In den Jahren 2002 und 2003 war Malkani Vizegouverneur des indischen Unionsterritoriums Pondicherry.
Malkani war Herausgeber verschiedener Zeitungen und 1978 bis 1979 General Secretary der Verlegergemeinschaft Indiens (Editors Guild of India).

## Werke
- Principles for a New Political Party. Vijay Pustak Bhandar, Delhi 1951.
- The Midnight Knock. Vikas Publications House, New Delhi 1978, ISBN 0-7069-0581-4 (EA New Delhi 1977).
- The R.S.S. Story. Impex India, New Delhi 1980.
- The Sindh Story. Allied Publ., New Delhi 1984.
- The Politics of Ayodhya and Hindu-Muslim Relations. Har-Anand Publ., New Delhi 1993, ISBN 81-241-0128-7.
- India First. Ocean Books, New Delhi 2002, ISBN 81-87100-39-7.
- Political Mysteries. Ocean Books, New Delhi 2003, ISBN 81-8430-020-4.